# Greimeltshofen
Greimeltshofen ist ein Ortsteil von Kirchhaslach im Landkreis Unterallgäu in Bayern und war bis 1978 eine selbstständige Gemeinde. 

## Geschichte
Das Kirchdorf Greimeltshofen war ein Teil der Herrschaft Babenhausen der Fürsten Fugger-Babenhausen, die ab 1803 Reichsfürstentum war. Mit der Rheinbundakte 1806 kam der Ort zum Königreich Bayern. Die 1818 mit dem bayerischen Gemeindeedikt gebildete Gemeinde Greimeltshofen (mit Härtlehof) wurde am 1. Mai 1978  nach Kirchhaslach eingemeindet.